# Lumban Sihite
Lumban Sihite is een bestuurslaag in het regentschap Dairi van de provincie Noord-Sumatra, Indonesië. Lumban Sihite telt 1112 inwoners (volkstelling 2010).